# Камышево (Свердловская область)
Камышево — село в Белоярском районе Свердловской области России. Входит в Белоярский муниципальный округ.
Ранее было центром Камышевского сельсовета Белоярского района.

## География
Камышево располагается в 25 километрах к югу от посёлка Белоярского (в 32 километрах по автодороге), на обоих берегах реки Исети, в устье её левого притока — реки Ключик. В окрестности имеется небольшой живописный пруд. На правом берегу Исети, в трёх километрах ниже села по течению, расположена скала Зелёный Щит.

## История
Название села произошло от изобилия камыша по берегам Ключика в прошлом. Слобода (нынешнее село) была основана в 1686 году слободчиком Григорием Сысоевым. Время и обстоятельства образования прихода в селе Камышевском не определяются точными летописными сведениями.
Возле церкви в XIX веке нашли россыпное золото, а также самородок весом 492 грамма. Золотоносная жила уходила под алтарь. Дальнейшие раскопки запрещены священнослужителями. Вблизи храма до настоящего времени сохранились полузаросшие ямы.
В начале XX века многие сельчане работали на соседних фабриках Екатеринбургских купцов Ушкова и Жирякова и на мельницах купцов Перкушина и Меркурьевой, большинство их занято хлебопашеством, несмотря на то, что было мало чернозёмной земли, а больше глинистой и песчаной.
В советское время работала сапого-валяльная фабрика им. И. М. Малышева.

## Георгиевская церковь
Первый приходской деревянный однопрестольный храм в селе в 1829 году стал ветхим. Храм святого великомученика Георгия Победоносца, обнесённый высокою деревянною стеною — оградою с 4 башнями — (3 по углам и 1 над воротами с северной стороны), а вне ограды окопанный глубоким рвом. Храм представлял собою крепость, где для защиты от врагов имелись даже и пушки, сохранившиеся до 1902 года вблизи церковной ограды.
В 1834 году этот храм был продан в Темновское село. Второй, каменный храм тоже во имя святого великомученика Георгия Победоносца, холодный, с тёплым приделом во имя пророка Б. Илии. Придел был заложен в 1821 году, по благословению Иустина, Епископа Пермского и Екатеринбургского, и освящён 26 ноября 1831 года благочинным священником И. Безсоновым, по благословению Пр. Аркадия, Епископа Пермского и Екатеринбургского Иконостас в приделе принесён из первого деревянного храма. Главный храм во имя великомученика Георгия Победоносца освещён в 1841 году.
В 1861—1862 годах к храму пристроена новая паперть и колокольня с западной стороны храма, а прежняя паперть с упразднением в оной кладовой и сторожевской соединена посредством трёх арок с храмом, для кладовой же и сторожевской сделан пристрой с северо-западной стороны. В 1864 году в пророко-Ильинском приделе устроен новый иконостас вместо прежнего, перенесённого из первого храма, стоимостью в 1000 рублей.
В 1885 году холодный Георгиевский храм стал тёплый, для чего устроены в нём две большие печи и двойные рамы.
Храм был закрыт в 1938 году. В 1995 году он возвращён Русской православной церкви. Храм продолжает разрушаться.

### Часовой пояс
Камышево, как и вся Свердловская область, находится в часовой зоне МСК+2. Смещение применяемого времени относительно UTC составляет +5:00.

## Население
В 1900 году в селе было 2000 мужчин; все православные, по сословию — крестьяне.
| 2002 | 2010  | 2021 |
| ---- | ----- | ---- |
| 1186 | ↘1066 | ↘874 |

## Инфраструктура
Село включает 31 улицу: 30 лет Победы, Властная, Гагарина, Горького, Державная, Заречная, Изумрудная, Исетская, Кирова, Коммуны, Красноармейская, Куйбышева, Ленина, Лесная, Малахитовая, Малышева, Мира, Надёжная, Новая, Озёрная, Полевая, Российская, Роща, Солнечная, Сосновая, Томилова, Уральская, Цветочная, Челюскинцев, Школьная, Южная.

## Известные личности
Братья Сысоевы, Григорий, Иван, Матвей (1686-1687), основатели Камышевской слободы.
Фелицин Александр Иванович (1877-1937), протоиерей церкви с. Камышево, 5.12.1937 приговорён к расстрелу
Пичугова Надежда Сергеевна (1959 - 2022), художница, архитектор, реставратор